# Fédération des cégeps
 (septembre 2023).
Si vous disposez d'ouvrages ou d'articles de référence ou si vous connaissez des sites web de qualité traitant du thème abordé ici, merci de compléter l'article en donnant les références utiles à sa vérifiabilité et en les liant à la section « Notes et références ».

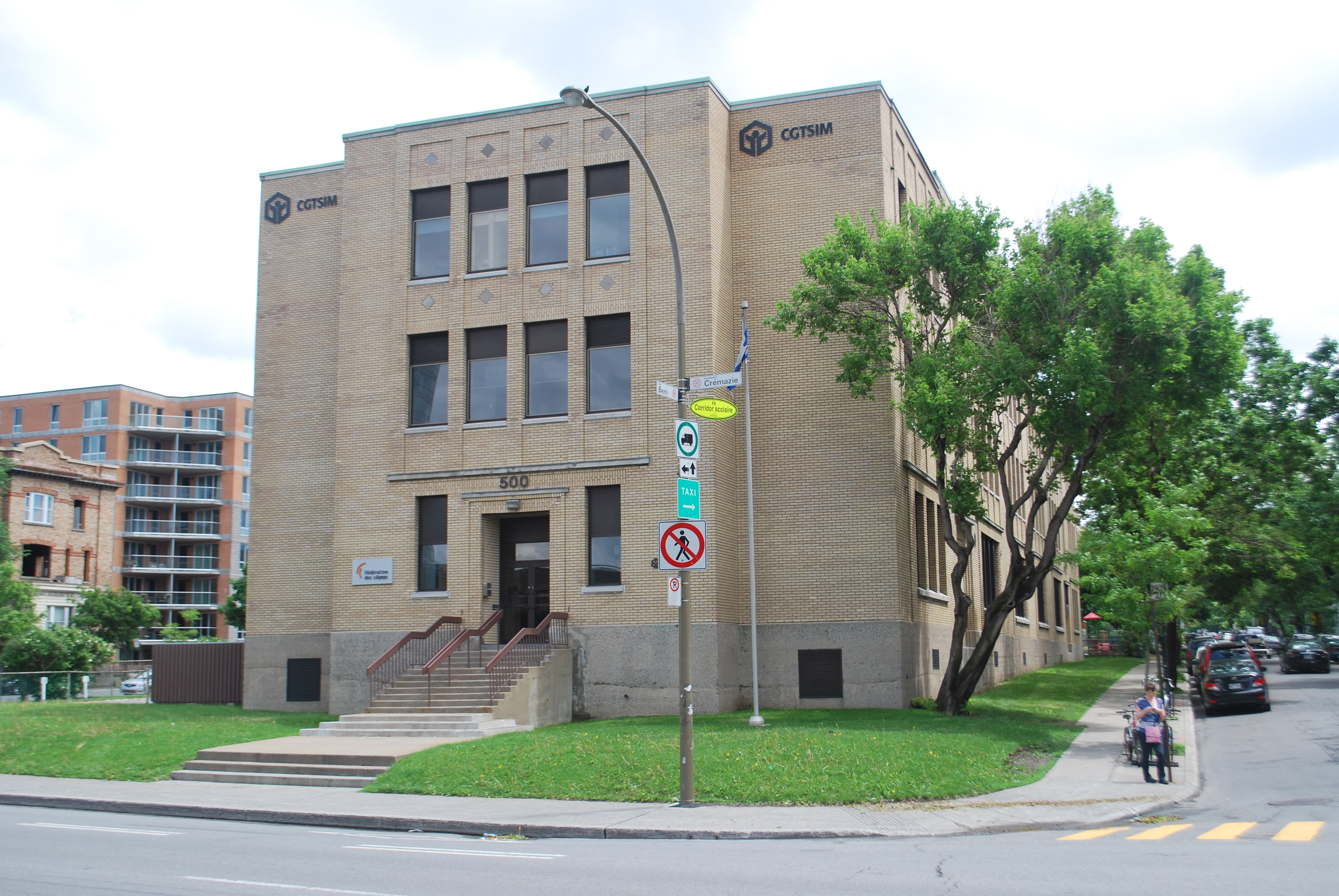
Ancien bâtiment de la Fédération des cégeps sur le boulevard Crémazie. (maintenant situés à la place Dupuis)

La Fédération des cégeps est un organisme qui regroupe les 48 collèges d'enseignement général et professionnel, les cégeps.
Créée en 1969 dans le but de promouvoir le développement de la formation collégiale et des cégeps, la Fédération des cégeps est le regroupement volontaire des 48 collèges publics du Québec. Porte-parole officiel  et lieu de concertation des cégeps, la Fédération a pour mission de favoriser leur développement, d'assurer leur rayonnement, de faire la promotion de leurs intérêts et de les défendre.
En plus de diffuser de l'information auprès de ses membres, de ses partenaires et des médias, la Fédération offre aux établissements du réseau collégial public un ensemble de services et de conseils en matière de pédagogie, d'affaires étudiantes, de formation continue, de financement, de ressources humaines, d'évaluation de la scolarité, d'affaires juridiques et de relations du travail. 
S'appuyant sur la mission éducative de ses membres, la Fédération des cégeps privilégie, dans ses actions et ses interventions, l'engagement et la compétence, la concertation ainsi que l'ouverture au changement.